# Leopold Kölsch

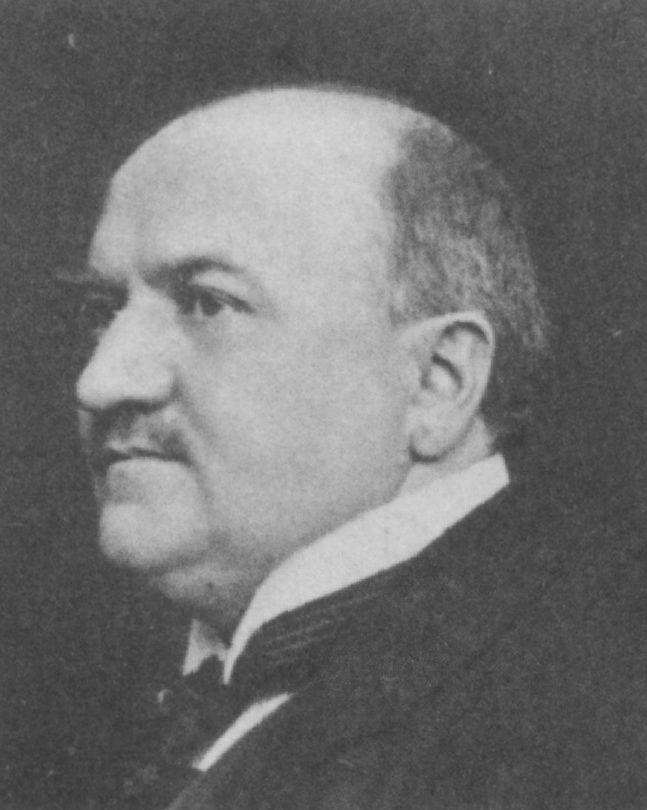
Leopold Kölsch als Reichstagsabgeordneter 1912

Leopold Robert Kölsch (* 21. Juni 1870 in Karlsruhe; † 14. März 1922 ebenda) war Kaufmann und Mitglied des Deutschen Reichstags.

## Leben
Kölsch besuchte das Realgymnasium Karlsruhe. Nach Beendigung der Lehre hat er einen längeren Aufenthalt in England und Belgien. Er war Vizewachtmeister der Landwehr und seit 1903 Mitglied der Handelskammer Karlsruhe in Baden, seit 1905 Stadtrat und seit 1910 Handelsrichterstellvertreter. Ausgezeichnet wurde er mit dem Ritterkreuz II. Klasse des Zähringer Löwen.
Er war Vorsitzender der badischen Jungliberalen. Die Heidelberger Zeitung schrieb 1909, man habe den Eindruck, Kölsch stehe eher bei Oskar Muser und Martin Venedey als bei den Nationalliberalen.  
Ab 1912 war Kölsch Mitglied des Deutschen Reichstags für den Wahlkreis Baden 7 (Offenburg, Kehl) und die Nationalliberale Partei. Die Stichwahl 1912 gewann er äußerst knapp gegen den Zentrumskandidaten Julius Schüler. Sein Mandat erlosch am 27. November 1913, weil die Wahlprüfungskommission die Wahl von 1912 für ungültig erklärte. In der Ersatzwahl am 3. Februar 1914 unterlag er seinerseits knapp dem späteren Reichskanzler Joseph Wirth und schied endgültig aus dem Reichstag aus.
1919 wurde er Präsident des Badischen Landesverbands, was er bis zu seinem plötzlichen Tod 1922 blieb.